# Sidney Robinson
Sidney John Robinson (Denton, 1º agosto 1876 – Long Sutton, 3 febbraio 1959) è stato un siepista e mezzofondista britannico, vincitore di una medaglia d'oro ai Giochi olimpici di Parigi 1900 nei 5000 metri a squadre, insieme a Charles Bennett, Jack Rimmer, Alfred Tysoe e Stan Rowley.
Nella stessa edizione olimpica è anche giunto secondo nei 2500 metri siepi e terzo nei 4000 metri siepi.

## Palmarès
| Anno                                  | Manifestazione  | Sede   | Evento            | Risultato | Prestazione | Note |
| ------------------------------------- | --------------- | ------ | ----------------- | --------- | ----------- | ---- |
| In rappresentanza del Regno Unito     |                 |        |                   |           |             |      |
| 1900                                  | Giochi olimpici | Parigi | 2 500 m siepi     | Argento   | 7'35"8      |      |
| 1900                                  | Giochi olimpici | Parigi | 4 000 m siepi     | Bronzo    | 12'58"8     |      |
| In rappresentanza della Squadra mista |                 |        |                   |           |             |      |
| 1900                                  | Giochi olimpici | Parigi | 5 000 m a squadre | Oro       | 26 p.       |      |